# Prosopocera capensis
Prosopocera capensis là một loài bọ cánh cứng trong họ Cerambycidae.